# Буньяругуру
Буньяругуру — вулкан в Уганде состоящий из мааров. Расположен в Западной области, в округе Бушеньи. Другое название мааров - вулканическое поле Кичвамбе (англ. Kichwambe volcanic field).
Вулкан Буньяругуру состоит из 152 мааров и кратеров. Наивысшая точка — 2440 метров. Находится 20 километрах к востоку от озера Эдуард. Возник в эпоху позднего плейстоцена и голоцена. В основном вулканическая деятельность проявлялась в виде выбросов газа из земной коры и только 4 маара извергали лаву. В настоящий период 27 мааров заполнены водой и образовали озёра, вода которых разная по составу. Легенды местных жителей указывают, что в данной местности в исторической период была активная вулканическая деятельность.